# Blomkruksorm
Blomkruksormen (Ramphotyphlops braminus) är en liten maskorm från sydöstra Asien. Dess namn kommer av att den ofta hittas inkrupen i blomkrukor. 

## Kännetecken
Arten kan nå en längd på upp till omkring 16 centimeter. Dess kropp påminner till utseendet något om en masks, men är inte segmenterad. Tydligt markerad nacke saknas och det kan ofta vara svårt att se skillnad mellan djurets huvudände och bakände, eftersom dess ögon är täckta av fjäll och bara vagt framträdande. Både nosen och bakkroppsspetsen är trubbiga, men på svanstippen finns en liten sporre. Fjällen på kroppen är släta och glansiga, vanligen silvergrå till ljusare brunaktiga på buken och mörkare gråbrunaktiga till svartbrunaktiga med en purpuraktig lyster på ryggen.

## Utbredning
Genom människan och hennes krukväxter har blomkruksormen spridit sig till många delar av världen och etablerat populationer långt utanför sitt naturliga utbredningsområde, som Afrika, USA, Kina, Taiwan och Australien, samt många öar i Stilla havet.

## Levnadssätt
Blomkruksormen är vanlig på brukad mark, där den gräver bland nedfallna löv och jord efter larver, ägg och puppor av myror och termiter. Den förekommer också under stockar och fuktiga löv i skogar och i bebodda områden även i trädgårdar. Fortplantningen sker genom partenogenes, det vill säga att honorna kan lägga ägg som ger upphov till nya individer utan att de befruktas av en hane. Upp till åtta ägg kan läggas per gång och alla avkommor blir genetiskt identiska med modern. Alla individer av arten man känner till har varit honor. 

### Tryckt litteratur
- Schou, Per (red.). Djur: illustrerad guide till världens djurliv, Globe Förlaget, 2007. ISBN 0-7513-3427-8.